# Арди
Ардий (на ирландски: Baile Átha Fhirdhia, Балъ Аахъ Риргхиъ) е град в Североизточната част на Ирландия. Намира се в графство Лаут на провинция Ленстър. Разположен е около река Дий. Има крайна жп гара, която е 8 километрово отклонение от линията Дъблин-Белфаст. Открита е на 1 август 1896 г. Разстоянието до административния център на графството Дъндолк е 21 km на североизток от Ардий. Населението му е 4301 жители от преброяването през 2006 г. 